# Тренк, Франц фон дер
Фрайхерр Франц фон дер Тренк (нем. Franz Freiherr von der Trenck, хорв. Barun Franjo Trenk; 1 января 1711[…], Реджо-ди-Калабрия, Калабрия — 4 октября 1749, Брно, Земли Чешской короны) — офицер имперской армии и деятель ополчения, «генерал пандуров». Двоюродный брат прусского офицера-авантюриста Фридриха фон дер Тренка.

## Биография

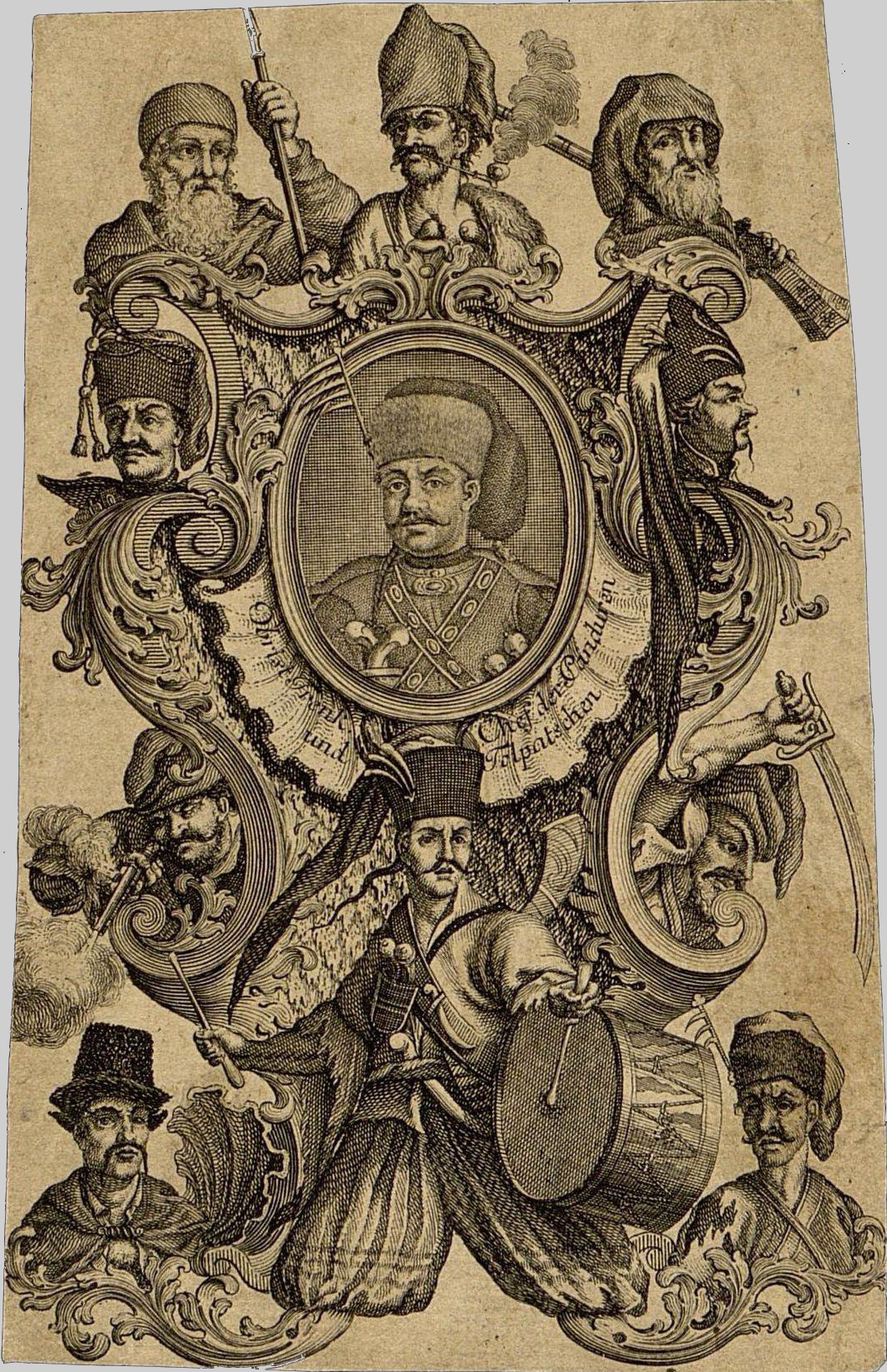
Барон Франц Тренк, атаман пандуров. Гравюра XVIII в.

Франц фон дер Тренк, родился 1 января 1711 года в семье прусского офицера на службе в имперской армии подполковника Иоганна Генриха фон дер Тренка и его жены Анны-Марии фон Кеттлер.
Воспитывался у иезуитов в хорватском Пожеге и венгерском Эденбурге (Шопроне). В 17 лет Франц поступил на службу в имперскую армию. За свой необузданный нрав был вскоре уволен и отправился служить ротмистром гусарского полка в Россию. Но и там за нарушения субординации предстал перед судом и был приговорён к нескольким месяцам принудительных работ в Киевской крепости, после чего вернулся в своё поместье в Славонии.
Тренк был женат но так и не обрел семейного счастья. Его супруга Жозефина умерла 1737 году, как и четверо детей, которых она ему родила.
В 1740 году, с началом Войны за австрийское наследство Франц фон дер Тренк получил от императрицы Марии Терезии разрешение набрать пандурский полк численностью в 1000 человек, вооружить пандуров за свой счёт и возглавить поход на Силезию. В конечном итоге численность войска составляла до 5000 человек и использовалось в качестве авангарда армии, прославившись как своей отвагой, так и жестокостью по отношению к гражданскому населению. Тренк набирал свои войска преимущественно из местных жителей. Его поместья находились в Пакраце, Нуштаре, Брестоваце и близ Осиека, где ещё несколько лет назад властвовала Османская империя.
В 1745 году он принял участие в сражении с пруссаками, в котором захватил полный серебряный сервиз короля Фридриха II. Военные трофеи оценили в два миллиона — огромная сумма по тем временам. Тренка обвинили в том, что он позволил прусскому правителю бежать за взятку, что подорвало военную карьеру полковника Тренка. Обвинение в государственной измене снимают благодаря заступничеству самого монарха.
После заключение мира между Австрией и Баварией Франц фон дер Тренк предстал перед судом по обвинению в жестокости, неповиновению и несоблюдению субординации. На судебном заседании Тренк набросился на председательствующего судью. Приговорённого к смертной казни Тренка помиловала императрица Мария Терезия, и он был отправлен на пожизненное заключение в крепость Шпильберк около Брюнна (Брно). В распоряжении узника были слуги, также он поддерживал связь с офицерами и солдатами, жившими в крепости.
Несмотря на свою жестокость Франц (близкие прозвали его «Дьявол» за невыносимый характер) также отличался незаурядным интеллектом. Авантюрист хорошо играл на скрипке, свободно говорил на семи языках, любил и даже сам сочинял стихи, был неплохим танцором и знатоком английской литературы.
Cкончался Франц фон дер Тренк 4 октября 1749 года. Перед смертью он принял монашество в ордене Капуцинов. Авантюрист сам назвал точную дату своей смерти, что породило слухи о том, что он только хотел притвориться мертвым, а потом сбежать, также толком неясно, зачем возле его тела выставили караул из военных. Похоронен в крипте местного собора, где его тело (ныне достаточно почерневшее и разложившиеся) выставлено на показ для посетителей, на гробнице авантюриста написано по латыни: «Per procellas ad portum» — «Сквозь бури к пристанищу». В 1990-х годах было совершено нападение на останки Тренка девушкой, которая находилась под воздействием наркотиков, разбить прочное стекло гроба ей так и не удалось и останки Тренка остались невредимыми, поэтому она отломала конечность от другого тела которое лежало в крипте и выбежала с этим трофеем на улицу. До 1999 года возникали сомнения, принадлежит ли тело в гробу Францу Тренку, но экспертизы поставили точку в этом вопросе, установив, что с высокой степенью вероятности это именно он. 
Упомянут в романе Жорж Санд, «Консуэло», как знаменитый барон Франц фон Тренк.

## В кино и театре
- Марк Твен включил барона Тренка в иронический список «героев» Тома Сойера в «Приключениях Гекльберри Финна».
- Его история легла в основу оперетты «Барон Тренк» 1911 года, написанной Феликсом Альбини, Альфредом Марией Вильнером и Робертом Боданцки.
- Кинофильм 1940 года «Пандур Тренк» с участием Ханса Альберса, играющего три роли: самого пандура Франца фон дер Тренка, его отца и его прусского кузена Фридриха фон дер Тренка.
- В баварском Вальдмюнхене в театре под открытым небом ежегодно проходит представление «Тренк, пандур из Вальдмюнхена».
- Сериал «Мария Терезия» (2017)